# Siegfried Stephan
Siegfried Stephan (* 14. August 1883 in Gräfenhainichen; † 29. Juli 1948 in Greifswald) war ein deutscher Gynäkologe an der Universität Greifswald.

## Leben
Siegfried Stephans Eltern waren Gotthold Stephan und dessen Frau Louise geb. Vallette. Er besuchte das Wilhelms-Gymnasium in Eberswalde, wo er 1904 das Abitur ablegte, um anschließend an der Philipps-Universität Marburg und der Königlichen Universität zu Greifswald Medizin zu studieren. 1905 schloss er sich dem Corps Borussia Greifswald an, dessen Ehrenmitglied er später wurde. 1910 legte er das Staatsexamen ab. Anschließend absolvierte er  seine  Medizinalpraktikantenzeit in der Anatomie an der Universität Greifswald. Im April 1911 erhielt er die Approbation als Arzt und mit gleichem Datum eine Assistentenstelle in der Universitäts-Frauenklinik Greifswald bei Richard Kroemer, wo er  bis 1912 eine Ausbildung in Geburtshilfe und Gynäkologie erhielt. Am 14. September  1912  promovierte er summa cum laude zum Dr. med. (Thema der Doktorarbeit: Die kongenitale Nierendystopie beim Weibe in klinischer und embryologischer Sicht). 
1912 schied Stephan aus familiären Gründen aus der Klinik aus und wechselte an die Frauenklinik der Universität Gießen, wo er seine Ausbildung in Geburtshilfe und Gynäkologie bis 1914 bei Erich Opitz (1871–1926) fortsetzte. Hier befasste er sich vornehmlich mit technischen Fragen der gynäkologischen Röntgenologie; er konnte auf diesem Gebiet zwei Röntgenpatente erwerben. 
Nach der Facharztausbildung trat er am 16. März 1914 erneut in die Universitäts-Frauenklinik Greifswald ein. Er wurde dort am 1. Juli 1914 zum Oberarzt und Stellvertreter des Klinikleiters ernannt, eine Funktion, die er bis 1922 innehatte (von 1914 bis 1917 unter Direktor Kroemer, von 1918 bis 1922 unter Direktor Ottomar Hoehne). Sein vorrangiges Arbeitsgebiet blieb weiterhin die gynäkologische Strahlentherapie.
Als Kroemer unmittelbar nach Ausbruch des Ersten Weltkriegs eine Einberufung zum Kriegsdienst erhielt, leitete Stephan bis zu dessen Rückkehr die Klinik und hielt auch die Vorlesungen ab. Nebenher arbeitete er intensiv an seiner Habilitation. Als Kroemer im Sommer 1915 aus gesundheitlichen Gründen vom Fronteinsatz zurückkehrte, wurde Stephan noch im selben Jahr als dessen Ersatz eingezogen. Er wurde als Chirurg in Feldlazaretten und als Truppenarzt an der Westfront eingesetzt (Auszeichnungen: Eisernes Kreuz II. u. I. Klasse). 
Im Juli 1916 habilitierte er sich während eines Fronturlaubs als Privatdozent für Gynäkologie und Geburtshilfe. Nach dem Tod Kroemers wurde Stephan im November 1917 von der Front in die Klinik zurückgerufen. Bis zum Dienstantritt des neuen Klinikdirektors Ottomar Hoehne leitete er diese kommissarisch bis Ende April 1918. Stephans besonderes Interesse galt weiterhin der medizinischen Anwendung der Röntgentechnik. Neben technischen Fragen der Strahlentherapie befasste er sich auch mit deren klinischer Anwendung, insbesondere bei der Bauchfell- und Genitaltuberkulose. Sein besonderes Interesse galt den fotografischen Methoden, insbesondere auf dem Gebiet der Farbfotografie: bereits vor dem Weltkrieg hatte er mit französischen Lumière-Platten experimentiert. Außerdem widmete er sich der Entzündungslehre. 
Am 17. Februar 1922 wurde Stephan in Greifswald zum außerordentlichen Professor ernannt. Im August 1922  wurde er zum Direktor der Provinzial-Hebammen-Lehranstalt und Frauenklinik in  der Karkutschstraße in Stettin berufen; die Stelle trat er am 1. Oktober 1922 an. Er löste damit den Geheimen Sanitätsrat und Direktor Ernst Bauer ab, der nach 42-jähriger Dienstzeit aus Altersgründen aus der Provinzial-Hebammen-Lehranstalt und Frauenklinik ausgeschieden war. Bauer war 1880 zum Direktor des damaligen Hebammenlehrinstituts  ernannt worden. Als diese Anstalt, die sich seinerzeit in der Elisabethstraße befunden hatte, aufgrund der Bevölkerungszunahme der Stadt  den Anforderungen nicht mehr gewachsen war, hatte Bauer einen Neubau in der Karkutschstraße durchgesetzt, den er 1894 beziehen konnte.
Als Stephan 1922 diese Einrichtung übernahm, war sie erneut den Anforderungen nicht mehr gewachsen. Auf seine Initiative und nach seinen Vorschlägen wurde daraufhin im Zeitraum von 1929 bis 1931 auf einem 26.500 Quadratmeter großen, ruhigen Gelände an der Roonstraße an der südöstlichen Ecke des Quistorpparks und des Westendsees mit einem finanziellen Aufwand von 4,3 Mio. Reichsmark die Landesfrauenklinik Stettin (LFK Stettin) errichtet (Außenbezirk Stettin 7, Roonstraße 9–11). Die neue, in farbiger Klinkerbauweise ausgeführte Klinikanlage, die 230 Erwachsenen- und 114 Säuglingsbetten zur Verfügung hatte und die mit modernsten medizinische Einrichtungen, Hörsälen und Wohnunterkünften ausgestattet war,  wurde am 12. Oktober 1931 übergeben. Anlässlich der Übergabe wurde Stephan der Titel ‚Obermedizinalrat‘ verliehen. Die großzügig  ausgeführte neue Klinik erhielt bald von Stettins Bevölkerung den Namen ‚Storchenburg‘. 
Als im Zweiten Weltkrieg die Rote Armee näher rückte, wurde die LFK im März 1945 zunächst in das Seebad Lubmin bei Greifswald evakuiert.  Stephan  ging im Mai 1945 als Direktor der Universitäts-Frauenklinik Greifswald nach Greifswald zurück, nachdem diese Stelle infolge des Tods des vorherigen Klinikleiters neu besetzt werden musste. 
Stephan veröffentlichte zahlreiche wissenschaftliche Arbeiten auf dem Gebiet der Gynäkologie und Geburtshilfe und ist Erfinder einer Röntgenröhren-Kühlvorrichtung sowie eines Röntgen-Spreizspekulums. Als Anerkennung seiner beruflichen Gesamtleistung wurde Stephan am 22. Mai 1937 die besondere Ehre zuteil, die Tagung der Norddeutschen Gesellschaft für Gynäkologie in der LFK Stettin abhalten zu dürfen, ein Privileg, das mit wenigen Ausnahmen  sonst stets den Universitäten vorbehalten gewesen war.
Siegfried Stephan war verheiratet mit Aiga Stephan geb. Schlüter und hatte eine Tochter. In Stettin wohnte seine Familie bis Ende Oktober 1931 in der Karkutschstraße 7, vom 1. November 1931 an in der Roonstraße 12. Er starb 1948 in Greifswald an Herzversagen.
Veröffentlichungen Stephans sind aufgelistet in: Walter Stoeckel (Hrsg.): Deutsches Gynäkologen-Verzeichnis, 1939.

## Werke
- Röntgen-Bestrahlung der weiblichen Bauchfell- und Genital-Tuberkulose, 1920.
- Fluorbehandlung beim Weibe, 1922.
- Normale und pathologische Schwangerschaft, normales und pathologisches Wochenbett. In: Deutsches Reichs-Hebammen-Lehrbuch, 1938.